# Idaea phaenicozona
Idaea phaenicozona là một loài bướm đêm trong họ Geometridae.